# Einstürzende Neubauten
Einstürzende Neubauten (dansk: Nedstyrtende Nybyggeri) er en tysk eksperimenterende musikgruppe, der blev dannet i Vestberlin i 1980. Gruppen består i dag af de oprindelige medlemmer Blixa Bargeld (vokal, guitar og keyboard) og N.U. Unruh (forskellige hjemmelavende instrumenter, percussion, vokal), Alexander Hacke (bas, vokal) samt Jochen Arbeit (guitar, vokal) og Rudolf Moser (hjemmelavende instrumenter, percussion, vokal), som blev en del af gruppen i 1997.
Gruppen er kendt for deres brug af hjemmelavede instrumenter, der ofte er fremstillet af metalskrot og byggematerialer, samt brug af støj i kombination med traditionelle musikinstrumenter. Gruppens tidlige udgivelser var kompromisløse og rå med Bargelds ekspressive vokal, der lå på toppen af en bund af skramlende og raslende percussion på metal. Gruppens senere udgivelser var mindre kompromisløse og mere konventionelle, men stadig med mange uortodokse elementer.
Ved en optræden i Ungdomshuset i København i de tidligere 80'ere benyttede gruppen et slagbor til at nedbryde dele af balkonen.

## Gruppens historie
Einstürzende Neubauten startede nedrivningen af den officielle kunstverden i 1980, hvor de to performere Blixa Bargeld og N.U. Unruh gik sammen og lavede forskellige happenings rundt omkring i Vestberlin. Første gang man hørte noget musikalsk fra Einstürzende Neubauten var i 1981, hvor EP'en Schwarz udkom og for første gang præsenterede gruppens larmende avantgarde-rock.
Efter nogle medlemsskift udgav Einstürzende Neubauten i 1983 det banebrydende album Zeichnungen des Patienten O.T.. Pladen blev et hit i undergrundsmiljøet, og gruppens støj-saboterende brug af trykluftpistoler, kæderaslen og betonaffald sendte gruppen på turne med australske The Birthday Party, hvilket for første gang skaffede gruppen et publikum udenfor Tysklands grænser.
I slutningen af 80'erne udsendte gruppen en række roste album, hvor det stadigvæk var blandingen af en konfronterende tinnitus-lyd og sangeren Blixa Bargelds dekadente tale, der var gruppens særkende.
Jo ældre gruppen blev, jo mindre larmende blev de. Denne ændring resulterede dog ikke i en kvalitetsnedgang hos gruppen, der på deres to seneste album, Silence is Sexy og Perpetuum Mobile, har forstået at lægge sig mellem maskinparkens brummen og en drømmende melankolsk skønhed.

## Diskografi

### Album
- Kollaps (1981)
- Zeichnungen des Patienten O. T. (1983)
- Halber Mensch (1985)
- Fünf Auf der Nach Oben Offenen Richterskala (1987)
- Haus der Lüge (1989)
- Tabula Rasa (1993)
- Ende Neu (1996)
- Silence Is Sexy (2000)
- Perpetuum Mobile (2004)
- Alles Wieder Offen (2007)
- Lament (2014)
- ALLES IN ALLEM (2020)
- Rampen: apm (alien pop music) (2024)

### EP
- Thirsty Animal, (Einstürzende Neubauten & Lydia Lunch), (1982)
- Interim (1993)
- Malediction (1993)
- Total Eclipse of the Sun (1999)